# 大林素子
大林素子（1967年6月15日—），出生於日本東京都小平市，是日本前女子排球運動員，現職日本排球協會技術委員、神戶親和女子大學客席教授、體育主播及藝人。身高182公分，場上位置為主攻。所屬事務所為Horipro。

## 生涯簡介
大林原本是練習田徑，自家鄰近日立Belfiu女排隊的練習場館。在母親一次的機緣巧合下，大林開始對排球產生興趣，她也寫了一封信給當時日立的教練山田重雄，結果回應是「如果有興趣的就來參觀吧」，於是她決定前往日立的訓練場。
1983年，大林正式就讀於八王子實踐高等學校。期間獲得了第15屆春季高校排球大賽的季軍以及第16屆的亞軍，1985年首次入選日本女排，並在同年舉行的世界杯中首次代表國家隊上陣。
1986年加入當時的強隊的日立Belfiu。但在1989年的世界杯中不慎造成膝部半月板損傷及右腳靱帶斷裂，因而無法出賽，經常坐板凳。
1994年7月，大林與同隊的選手一同提出要求簽訂職業選手合約而跟球隊發生爭執，但是很快便宣佈撤回。
同年11月，大林與吉原知子因隊中內鬨而被解約。1995年1月，大林成為日本第一位職業排球選手，遠征意大利參加Serie A女排聯賽。五個月後回國，原本有望可以進入大榮Orange Tigers，但因經理人合約問題導致一波三折，最終與東洋紡Okisu簽約。1996年參加了亞特蘭大奧運會後，在V.League打了一季，1997年3月正式引退。
現在的大林除了是體育主播及藝人外，也以VAS（Volleyball Advisory Staff）的身份培育下一代的排球菁英。同時她也成為日本排球協會技術委員、日本體育大師委員會成員、日本體育少年團委員等要職。
大林與賽車運動也結下了不解之緣，自己本身擁有國內A級車手資格以及MFJ Pitcrew資格證。
自己本身是松田聖子的歌迷，經常會觀看松田的演唱會。
2008年4月，大林獲神戶親和大學委任為發展教育系青少年體育學科客席教授。

## 生涯及得獎經歷
- 生涯簡歷

八王子實踐高等學校→日立Belfiu（1986-1994年）→意大利Ancona（1995年）→東洋紡Okisu（1995-1997年）
- 日本女排 - 1985-1996年
- 國際賽事
  - 奧運會 - 1988年、1992年、1996年
  - 世錦賽 - 1990年、1994年
  - 世界杯 - 1985年、1989年、1991年、1995年
- 獲得獎項
  - 1987年 - 第20屆日本聯賽最佳六人
  - 1988年 - 第21屆日本聯賽最佳六人、敢鬥獎、猛打獎
  - 1989年 - 第22屆日本聯賽最佳六人、榮譽獎、扣球獎
  - 1990年 - 第23屆日本聯賽接應獎
  - 1991年 - 第24屆日本聯賽最佳六人、扣球獎
  - 1992年 - 第25屆日本聯賽最佳六人
  - 1993年 - 第26屆日本聯賽最佳六人、榮譽獎
  - 1994年 - 第27屆日本聯賽最佳六人、榮譽獎、扣球獎
  - 1996年 - 第2屆V.Legaue最佳六人
  - 1997年 - 第3屆V.Legaue敢鬥獎、特別獎
  - 2007年 - 2006-2007年V.Premier Legaue V.Legaue榮譽獎

## 著書
- 大林素子のバレーボール教室 : 白球を追うあなたに伝えたい（旬報社） ISBN 484510685X
- マイ・ドリーム（アリス館） ISBN 4752000989
- バレーに恋して（講談社） ISBN 4062076314

## 演出
連續劇
- マッチポイント!（2000年、NHK ドラマ家族模様）
- アタックNo.1（2005年、朝日電視台）八木沢三姉妹の母親役（同時擔任該劇的排球技術顧問）

綜藝節目
- 一枚の写真（1985年、富士電視台）
- 徹子の部屋（1997年、2006年、朝日電視台）特別嘉賓

舞台劇
- GENJI～最後の源氏～　北条雅子役　東京芸術劇場小ホール1　2006年10月12日-5日
- 夏の夜の夢　タイテーニア役　東京芸術劇場小ホール1　2007年5月10日-3日
- SOHJIそうぢ！　お光津役　本多劇場　2008年1月19日-7日
- Kiss Me You～がんばったシンプー達へ～　大山ハナ役　全労済ホール スペース・ゼロ　2008年5月8日-13日
- 鎌倉鶴岡八幡宮奉納ライブ2008　歌神実朝公　朗読　鶴岡八幡宮舞殿　2008年10月18日
- 空間ゼリーの夏の夜の夢　タイテーニア役　東京芸術劇場小ホール2　2008年12月13日-1日
- 苦情の手紙　アパートの下に住む女役　博品館劇場　2009年2月14日

（頂定演出）
- IMAGINE 9.11 両国シアターX（カイ）　2009年9月10日-3日
- MOTHER～特攻の母　島濱トメ物語～　島濱トメ役　新国立劇場小劇場　2009年12月9日-3日

## 外部連結
- Horipro大林素子個人檔案（页面存档备份，存于）
- モトコレ！（大林素子個人官方部落格）（页面存档备份，存于）